# Bruce Morrison

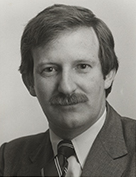
Bruce Morrison (1985)

Bruce Andrew Morrison (* 8. Oktober 1944 in New York City) ist ein US-amerikanischer Politiker. Zwischen 1983 und 1991 vertrat er den dritten Wahlbezirk des Bundesstaates Connecticut im US-Repräsentantenhaus.

## Werdegang
Bruce Morrison besuchte die öffentlichen Schulen seiner Heimat. Im Jahr 1962 absolvierte er die Northport High School. Danach studierte er bis 1965 am Massachusetts Institute of Technology (MIT) in Cambridge Chemie. Danach setzte er seine Studienzeit bis 1970 an der University of Illinois in Urbana fort. Morrison beendete seine Ausbildung im Jahr 1973 an der Yale University, an der er Jura studierte. Dort war er ein Klassenkamerad des späteren Präsidenten Bill Clinton und dessen späterer Frau Hillary. Nach seiner im gleichen Jahr erfolgten Zulassung als Rechtsanwalt begann er in New Haven in seinem neuen Beruf zu arbeiten. Im Jahr 1976 wurde er auch am Obersten Bundesgericht der Vereinigten Staaten als Anwalt zugelassen.
Morrison wurde Mitglied der Demokratischen Partei. Bei den Kongresswahlen des Jahres 1982 wurde er im dritten Distrikt von Connecticut in das US-Repräsentantenhaus in Washington, D.C. gewählt. Dort trat er am 3. Januar 1983 die Nachfolge des Republikaners Larry DeNardis an, den er bei der Wahl geschlagen hatte. Nach drei Wiederwahlen konnte Morrison bis zum 3. Januar 1991 vier Legislaturperioden im Kongress verbringen. Dort war er zeitweise Mitglied im Banken- und im Rechtsausschuss. Zwischen 1989 und 1991 war er Vorsitzender des Unterausschusses, der sich mit der Einwanderung befasste. Morrison setzte sich für die Menschenrechte ein und war Mitverfasser des 1990 verabschiedeten Einwanderungsgesetzes.
Im Jahr 1990 verzichtete er auf eine erneute Kandidatur für den Kongress. Stattdessen bewarb er sich erfolglos um das Amt des Gouverneurs von Connecticut, wobei er hinter dem siegreichen Lowell P. Weicker, der als Unabhängiger angetreten war, und dem zweitplatzierten Republikaner John G. Rowland lediglich Dritter mit 20,7 Prozent der Stimmen wurde. Danach gründete er in Hamden seine eigene Anwaltsfirma. Morrison gehörte der Gruppe der Irland-Amerikaner an und versuchte im Konflikt um Nordirland zu vermitteln. Zwischen 1995 und 2000 war er unter Präsident Clinton Direktor des Federal Housing Finance Board, einer unabhängigen Bundesbehörde. Bei den Präsidentschaftswahlen 2008 unterstützte Morrision Barack Obama.
Bruce Morrison ist verheiratet und lebt heute in Bethesda (Maryland).